# Chiesa di San Felice (Pistoia)
La chiesa di San Felice si trova nell'omonima frazione presso Pistoia.

## Storia e descrizione
Sorse nel Trecento come dipendente dalla pieve di Saturnana e solo dal 1699 divenne parrocchia autonoma. L'impianto originario a croce latina e buona parte della muratura sono ancora conservati, mentre nell'interno prevale l'aspetto neoclassico dovuto alle ristrutturazioni ottocentesche. Il culto per san Felice, eremita vissuto nel IX secolo in Val di Bure, fu assai vivo a Pistoia e, dopo il ritrovamento della sua sepoltura nella cattedrale nel 1414, le sue reliquie furono collocate in un'urna marmorea conservata nel Museo della cattedrale.
Dalla chiesa proviene la tavola di Bernardino del Signoraccio con una Sacra Conversazione con i Santi Felice, Sebastiano, Antonio Abate e Rocco (1502), esposta al Museo diocesano.